# Бесфорт Зенелі
Бесфорт Зенелі (швед. Besfort Zeneli, нар. 21 листопада 2002, Сетер, Швеція) — шведський футболіст, півзахисник шведського клубу «Ельфсборг».

## Ігрова кар'єра

### Клубна
Бесфорт Зенелі є вихованцем футбольної школи клубу «Ельфсборг», де він почав займатися в п'ятирічному віці. 6 січня 2022 року Зенелі підписав з клубом перший професійний контракт на два роки.
Першу офіційну гру в основі Зенелі провів 28 липня 2022 року в повторному матчі кваліфікаційного раунду Ліги конференцій проти норвезького «Молде». В чемпіонаті країни футболіст дебютував 11 вересня 2002 року.

### Збірна
Бесфорт Зенелі мав право на міжнародному рівні представляти Швецію і Косово. Але футболіст відмовився від пропозиції шведської молодіжки і у вересні 2022 року отримав виклик на тренувальний збір молодіжної збірної Косова.
24 березня 2023 року в товариському матчі проти молодіжної збірної Молдови Бесфорт Зенелі зіграв першу гру за молодіжну збірну Косова.

## Особисте життя
Старший брат Бесфорта — Арбер Зенелі також професійний футболіст, гравець «Ельфсборга» та національної збірної Косова.